# Toxocarpus himalensis
Toxocarpus himalensis är en oleanderväxtart som beskrevs av Falconer och J. D. Hooker. Toxocarpus himalensis ingår i släktet Toxocarpus och familjen oleanderväxter. Inga underarter finns listade i Catalogue of Life.